# Tour dels Fiords 2014
El Tour dels Fiords 2014, 7a edició del Tour dels Fiords, es disputà entre el 28 de maig i l'1 de juny de 2014 sobre un recorregut de 877,5 km repartits entre cinc etapes, amb inici a Bergen i final a Stavanger. La cursa formava part del calendari de l'UCI Europa Tour 2014, amb una categoria 2.1.
El vencedor final fou el noruec Alexander Kristoff (Team Katusha) gràcies a les bonificacions obtingudes en les seves tres victòries d'etapa. Kristoff també guanyà la classificació per punts. Rere seu finalitzaren Magnus Cort (Cult Energy), vencedor d'una etapa i de la classificació dels joves i Jérôme Baugnies (Wanty-Groupe Gobert). El Cannondale fou el vencedor en la classificació per equips.

## Equips
L'organització convidà a prendre part en la cursa a tres equips World Tour, cinc equips continentals professionals i onze equips continentals:
equips World TourCannondale, Team Katusha, Team Tinkoff-Saxo
equips continentals professionalsCaja Rural-Seguros RGA, MTN Qhubeka, Topsport Vlaanderen-Baloise, Unitedhealthcare, Wanty-Groupe Gobert
equips continentalsFixIT.no, Joker, Øster Hus-Ridley, Ringeriks-Kraft, Sparebanken Sør, ActiveJet Team, Cult Energy Vital Water, FireFighters Upsala, Madison Genesis, Rabobank DT, TreFor-Blue Water

## Etapes
| Etapa | Data       | Recorregut           |                         | Km    | Vencedor d'etapa         | Líder de la general      |
| ----- | ---------- | -------------------- | ----------------------- | ----- | ------------------------ | ------------------------ |
| 1a    | 28 de maig | Bergen - Ulvik       | Etapa de mitja muntanya | 161,0 | Jérôme Baugnies (BEL)    | Jérôme Baugnies (BEL)    |
| 1a    | 29 de maig | Eidfjord - Haugesund | Etapa de mitja muntanya | 203,2 | Alexander Kristoff (NOR) | Alexander Kristoff (NOR) |
| 3a    | 30 de maig | Hjelmeland - Forsand | Etapa de mitja muntanya | 163,0 | Magnus Cort (DEN)        | Magnus Cort (DEN)        |
| 4a    | 31 de maig | Forus - Stavanger    | Etapa de mitja muntanya | 179,0 | Alexander Kristoff (NOR) | Magnus Cort (DEN)        |
| 5a    | 1 de juny  | Risavika - Stavanger | Etapa de mitja muntanya | 171,3 | Alexander Kristoff (NOR) | Alexander Kristoff (NOR) |

## Classificació final
|    | Ciclista                       | Equip                             | Temps       |
| -- | ------------------------------ | --------------------------------- | ----------- |
| 1  | Alexander Kristoff (NOR)       | Team Katusha                      | 21h 29' 27" |
| 2  | Magnus Cort (DEN)              | Team Cult Energy                  | + 01"       |
| 3  | Jérôme Baugnies (BEL)          | Wanty-Groupe Gobert               | + 09"       |
| 4  | Michael-Walgren Andersen (DEN) | Team Tinkoff-Saxo                 | + 17"       |
| 5  | Sondre Holst Enger (NOR)       | Team Sparebanken Sør              | + 21"       |
| 6  | Marco Marcato (ITA)            | Cannondale                        | + 23"       |
| 7  | Marc de Maar (NED)             | UnitedHealthcare Pro Cycling Team | + 23"       |
| 8  | Sam Oomen (NED)                | Rabobank Development Team         | + 24"       |
| 9  | Alessandro de Marchi (ITA)     | Cannondale                        | + 30"       |
| 10 | Sven Erik Bystrøm (NOR)        | Team Øster Hus-Ridley             | + 30"       |